# تیغ‌زن (فیلم)
تیغ‌زن نام فیلمی با بازی رضا عطاران و لادن مستوفی و به کارگردانی علیرضا داوودنژاد محصول سال ۱۳۸۷ است.

## خلاصه داستان
دختر و پسری که یک‌دیگر را دوست داشتند پس از ۲۰ سال همدیگر را در حالی می‌بینند که دلبستگی آنها نسبت به گذشته تفاوت کرده است اینک دختر عاشق سگ‌هایش و پسر عاشق اتومبیل....

## بازیگران
- رضا عطاران
- لادن مستوفی
- رضا داوودنژاد
- علی صادقی